# New jack swing
Pour les articles homonymes, voir New Jack.
Le new jack swing (ou swingbeat) est un genre musical et une fusion du RnB et du hip-hop. Le genre est créé en 1987 par le producteur Teddy Riley avec l'album Make it Last Forever de Keith Sweat, et popularisé grâce à ses premières productions (Bobby Brown, Johnny Kemp, Today, mais surtout avec son premier groupe Guy qu'il forma avec le chanteur Aaron Hall et Timmy Gatling - qui sera ensuite remplacé par Damion Hall, le frère d'Aaron).

## Histoire

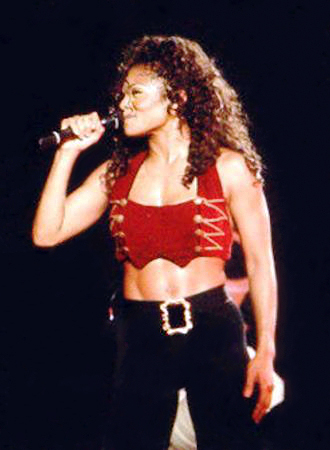
Control de Janet Jackson, sorti en 1986, est l'un des albums les plus acclamés par la critique dans les années 1980.

Le new jack swing se caractérisait par des chansons dansantes sur des rythmes hip-hop swing, avec une caisse claire très marquée (la marque de fabrique de Teddy Riley), le tout porté par une voix soul/gospel. Le new jack swing a remplacé le funk des années 1980, alors en perte de vitesse face au hip-hop à partir de 1986. Il a été le genre dominant de la musique populaire noire américaine chantée entre 1988 et 1993, aussi catégorisée d'urban.
Le terme « new jack swing » est dû à Barry Michael Cooper, journaliste au Village Voice et scénariste du film New Jack City. C'est aussi le nom de la société de production de Riley.
La dernière année qui connut des productions RnB de type New Jack est 1993. En 1993 et surtout 1994, il est remplacé par le hip-hop soul appelé communément RnB. Depuis 1994, les morceaux de RnB sont beaucoup plus influencés par le hip-hop. On parle alors de « RnB/Hip-Hop » (terme utilisé par le magazine américain Billboard).
Il est peu connu en France car faiblement diffusé par les maisons de disques et les médias de l'époque. Les seuls albums de New Jack connus en France sont Control, sorti en 1986, et Rhythm Nation 1814, sorti en 1989, de Janet Jackson, l'album Dangerous de 1991 de son frère Michael Jackson (essentiellement produit par Teddy Riley), ainsi que le groupe Tribal Jam avec l'album Démarre le show en 1997.

## Groupes et artistes
Les groupes et artistes du genre comprennent notamment : Babyface,, Bell Biv DeVoe, Bobby Brown, Boyz II Men, En Vogue, Guy, Heavy D, Janet Jackson, Jodeci, Joe Public, Keith Sweat, Mary J. Blige,, MC Hammer, Michael Jackson, P.M. Dawn, Pretty in Pink, TLC, Tony! Toni! Toné!, Tracie Spencer, Shanice, SWV, et Wreckx-N-Effect.